# 回水區
回水區是指河流中水流微弱甚至沒有水流的區域。它可以是主河道旁的一條支流或側流，最終會重新匯入主流；也可以是主河道內的一段積水區，因海潮倒灌或遇到阻礙物（如水壩）而形成的水體。人工設施對自然水流的限制，或是臨時性的自然阻礙（如冰塞、植物堵塞或下游洪水），都可能形成回水區。

## 替代水道

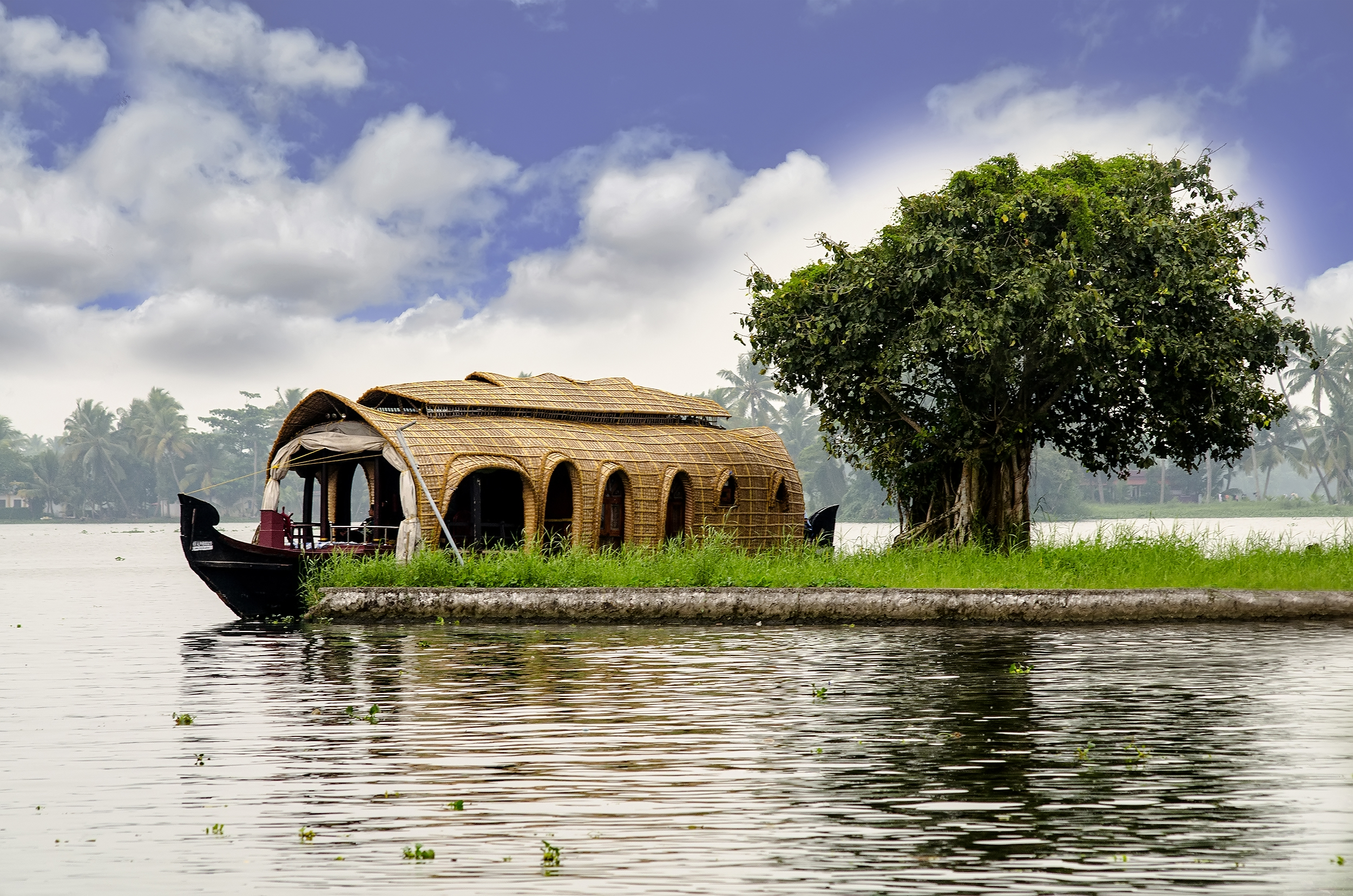
印度喀拉拉邦庫瑪拉孔的船屋

若一條河流在演化過程中形成了一條或多條替代河道，通常會有其中一條為主河道，而其他則可能被稱為回水區。主河道通常流速最快，並且最可能作為主要的航道；回水區則可能較淺，水流也較緩慢甚至停滯。部分回水區擁有豐富的紅樹林生態系。這樣的環境具有高度的生物多樣性，對科學研究具有重要價值，也值得加以保護。
此外，回水區也提供了划船、釣魚等休閒活動的空間。

## 攔水

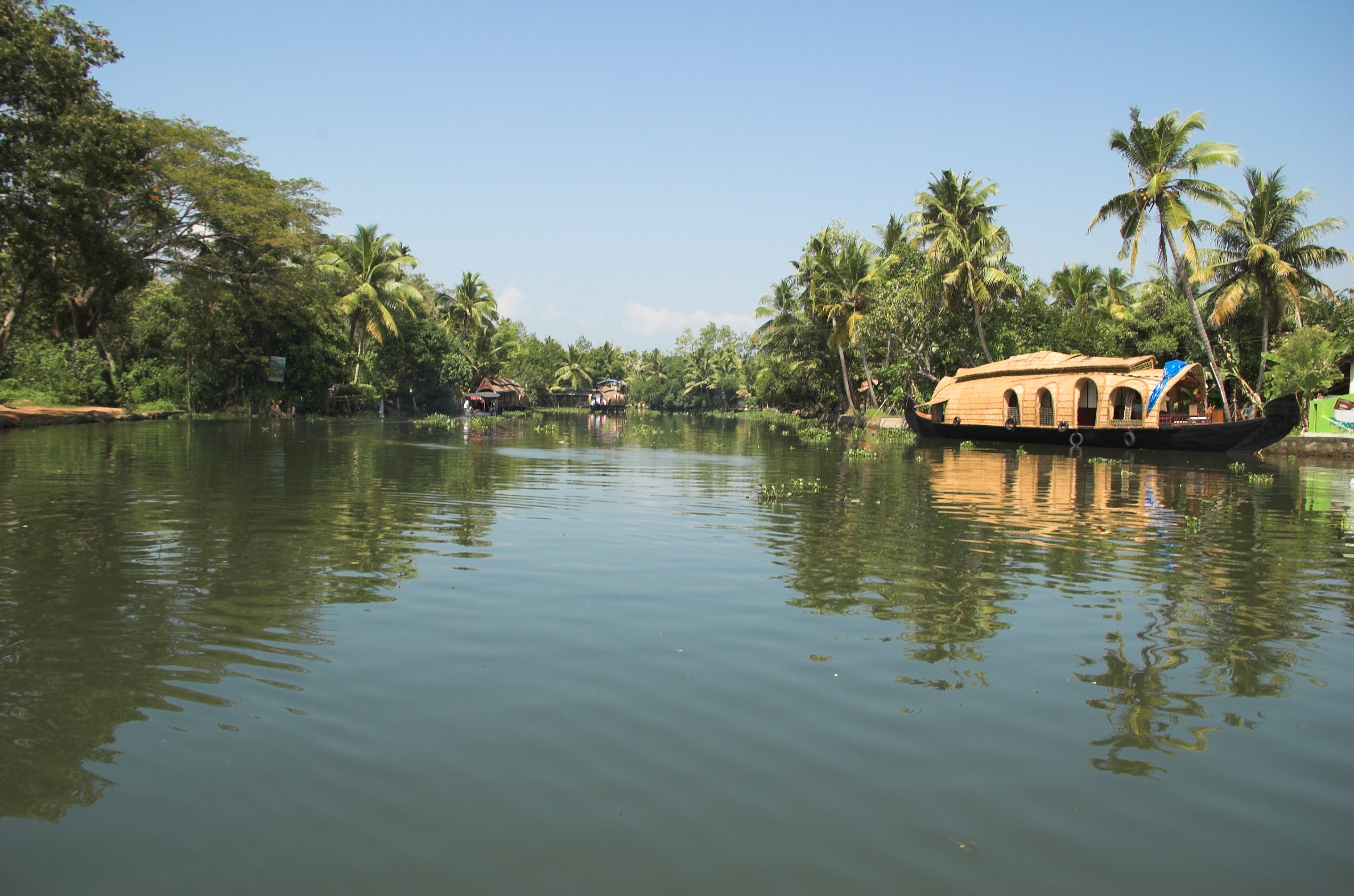
庫瑪拉孔喀拉拉邦回水區的湖泊

當河流的某一段鄰近海岸或其他影響其基準面的位置時，受河口條件影響的這一段就稱為回水區。例如當河流流入湖泊或海洋時，河水流速會因為出水口流量受限而變緩，水位因而倒灌形成回水。若該河口受到潮汐顯著影響，隨著潮位變動，河流中作為回水區的範圍也會週期性變化。在這種情況下，淡水與海水會混合，形成河口灣環境。

## 文化隱喻
英文「Backwater」這個詞也常被比喻用來形容某些實體或社會層面上的「邊緣地區」。它可以指在經濟發展中被忽略的地方，或者像「文化回水區」（cultural backwater）這樣的表達方式，形容被文化潮流遺忘的地方。
粵語中的「回水」是指退款。